# Fissistigma kinabaluense
Fissistigma kinabaluense là loài thực vật có hoa thuộc họ Na. Loài này được (Stapf) Merr. mô tả khoa học đầu tiên năm 1919.